# 異質同形 (結晶學)

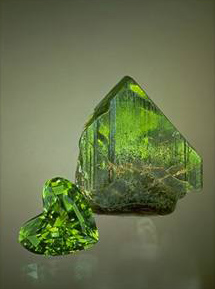
鎂橄欖石

異質同形(結晶學)（英語：isomorphism(crystallography)）在晶體學和分子構造都有意義。 在晶體學中，如果化合物的對稱性相同且晶胞（unite cell）參數相似，則化合物是異質同形。
如果分子構造具有相似的形狀，則它們也是異質同形。 例如配位化合物中的乙酰丙酮铁和乙酰丙酮铝三是異質同形。根據價鍵長和價鍵角，這些化合物都具有 D3 對稱性，和非常相似的形狀。異質同形的化合物會產生固溶體。 通常晶體形狀是通過使用測角儀測量晶面之間的角度來鑒定的。 

### 實列
Fe(acac)3 和Al(acac)3為一個固溶體系的兩個終端礦物，前者為深紅色，後者為無色，兩者的固溶體，即 Fe1−xAlx(acac)3 將根據Fe/Al 比，呈深粉色至淡粉色。
复盐（例如塔顿盐（Tutton's salt），分子通式為MI2MII(SO4)2.6H2O，其中MI 為鹼金屬，MII  為 Mg、Mn、Fe、Co、Ni、Cu 或 Zn 的二價離子，形成一系列異質同形化合物。 
礬，如KAl(SO4)2.12H2O,，是另一系列的異質同形化合物，這些化合物形成三個異質同形的明礬，其外部結構相似，但內部結構略有不同。 許多尖晶石也是屬於異質同形。
為了形成異質同形晶體，兩種物質必須具有相同的化學組成（即原子的比例相同），并且其相應原子具有相同的化學性質，和相似的大小。 這就能導致分子和離子之間的力大致相似，並造成晶體具有相同的內部結構。 即使空間群相同，由於所涉及的原子大小不同，晶胞尺寸也會略有不同。

### 米切利希定律
米切利希異質同形定律（Mitscherlich's law of isomorphism）是一種近似規律，說明晶體具相同數量的相似元素，往往形成異質同形。 
米切利希定律是以德國化學家艾歐哈特·米切利希（Eilhard Mitscherlich）的名字命名，他在1819年至1823年間發表了該定律。
根據Ferenc Szabadváry，此定律是幫助永斯·贝采利乌斯確定元素原子量的線索之一。